# Каролинский лес
Кароли́нский лес (англ. Carolinian forest) — крупнейший экологический регион умеренных лиственных лесов, расположен в восточной части Северной Америки. Встречаются как мелколиственные леса, так и широколиственные. Название Каролинский лес используется в основном в Канаде. В США используют термин Восточный лиственный лес (англ. Eastern deciduous forest).
Каролинский лес простирается от Южной Каролины в США на юге и до Южного Онтарио в Канаде на севере.
Каролинская зона охватывает обширную территорию восточной части Соединенных Штатов, покрывая Каролины, Вирджинии, Кентукки, Теннесси, Мэриленд, Делавэр, Пенсильванию, восток Огайо, захватывая штаты Нью-Йорк, Коннектикут и Род-Айленд, небольшие части юга Мичигана, Индианы и запада Огайо, простирается до Южного Онтарио в Канаде.
Древесные породы представлены главным образом ясенем, березой, каштаном, гикори, дубом, а также тюльпановым деревом.
Каролинский лес является местом обитания каролинской серой белки. Встречаются также виргинский опоссум, енот-полоскун, белохвостый олень, американский барсук и др.
Считается, что Каролинский лес Канады уже уничтожен на 80 процентов. Сохранившиеся разрозненные участки продолжают деградировать под воздействием человека.
На самом севере Каролинского леса, в долине Ниагарского разлома, вблизи канадского города Дандас, расположен заповедник «Dundas Valley Conservation Area».